# Зимнее наступление (1939—1940)
Наступление зимой 1939—1940 годов — стратегическое наступление народно-революционной армии Китайской республики против войск императорской армии Японии в ходе японо-китайской войны. Оно началось в ноябре 1939 года, и было успешно остановлено японцами к апрелю 1940 года, однако ответное японское контрнаступление на северном участке фронта также закончилось неудачей.

## Стратегическая ситуация к концу 1939 года
В 1939 году китайцам удалось остановить два японских наступления — летнее и осеннее, что придало китайской стороне уверенность в своих силах. Кроме того, китайское командование пришло к выводу, что в связи с тем, что японские войска рассредоточены на очень большой территории, то японцы не смогут предпринять большого наступления, не получив дополнительных подкреплений. Правда, используя преимущество передвижений по внутренним линиям, японцы были в состоянии перебрасывать войска для организации локальных наступлений или борьбы с партизанами в тыловых районах, однако китайская сторона полагала, что общая нехватка войск у японцев, а также начавшаяся реорганизация японской армии (переход с дивизий 4-полкового состава на дивизии 3-полкового состава и создание слабых Отдельных смешанных бригад) даёт Китаю шанс перехватить инициативу.

## План китайской стороны
Китайская сторона рассчитывала, что в случае нанесения одновременных многочисленных ударов по всей линии фронта японские силы окажутся скованными и не смогут приходить на помощью друг другу. Основные удары должны были наносить 2-й, 3-й, 5-й и 9-й военные районы, и потому они получили все новые и реорганизованные боевые части; 1-й, 4-й, 8-й, а также Шаньдун-Цзянсуский и Хэбэй-Чахарский военные районы должны были наносить вспомогательные удары и обходиться имеющимися силами.

## Северный Китай

### План наступления в Северном Китае
Силы 2-го военного района НРА должны были перерезать коммуникации японской 1-й армии вдоль железных дорог Чжэнтай (Чжэндин — Тайюань) и Тунпу (идёт от Датуна на юг через Тайюань до уезда Пусянь), и очистить южную часть провинции Шаньси от японских войск. 40-му и 27-му корпусам поручалось атакой сковать силы японской 36-й дивизии в уездах Чанчжи и Чжанцзы; к юго-западу от них 4-я, 5-я и 14-я группы армий должны были атаковать на восток, а 34-й и 61-й корпуса — на запад, чтобы перерезать железную дорогу Тунпу между Ичэном и Юньчэном в Цзяньсяни, Вэньси и Аньи, и тем самым разъединить находящиеся в Цюйво и Хоума японские 37-ю и 41-ю дивизии.
Силы 1-го военного района НРА должны были поддержать действия 2-го района атакой на район Кайфэн-Боай в провинции Хэнань, чтобы связать японские 35-ю дивизию и 4-ю кавалерийскую бригаду, входившие в состав Северо-Китайского фронта.
Южнее Хуанхэ 3-я группа армий должна была перерезать железную дорогу Лунхай (Ланьчжоу — Ляньюньган) на участке Ланькао — Кайфэн. Для этого основным силам 81-й дивизии поручалось атаковать Кайфэн, а её отдельным частям — Ланькао, что позволило бы действовавшим на границе провинций Аньхой и Хэнань партизанским частям (численностью до 40 тысяч человек) перерезать железную дорогу к востоку и западу от Ланькао, а также нарушить движение по автодорогам через Тунсюй, Хуайян и Луи. К юго-востоку от них 2-й кавалерийский корпус должен был выдвинуться в район к востоку от Босянь и от Луи атаковать Шанцю с востока. Дополнительные силы выделялись для перехвата деблокирующих сил японской 21-й дивизии, двигающихся на запад от Даншани и Сучжоу.
Одновременно с этим севернее Хуанхэ 36-я группа армий должна была атаковать Боай и Синьсян. Новому 5-му корпусу поручалось атаковать позиции, удерживаемые японской 1-й отдельной смешанной бригадой к югу и северу от Аньяна. 47-й корпус должен был уничтожить мосты на железных дорогах и очистить от японских войск район гор Тайханшань. 9-му корпусу поручалось атаковать войска японских 35-й дивизии и 4-й кавалерийской бригады в Боае, Цзисяни, Мучэне и районе Сюу-Боай к западу от железной дороги.
Хэбэйско-Чахарский военный район НРА должен был поддержать 2-й военный район, используя свои основные силы — 69-й корпус с его новой 6-й дивизией, а также партизанские части, чтобы перерезать коммуникации противника в окрестностях лежащих на железной дороге Бэйпин — Ханькоу городов Шицзячжуана, Баодина (удерживаемых японской 110-й дивизией) и Синтая (обороняемого 8-й отдельной смешанной бригадой). Прочие части должны были перерзать коммуникации в районе лежащих на железной дороге Тяньцзинь — Пукоу городов Цанчжоу и Дэчжоу (удерживаемых 27-й дивизией). Эти действия должны были не дать Северо-Китайскому фронту воззможности перебросить силы на поддержку 1-й армии в Шаньси.
8-й военный район НРА должен был помочь 2-му району действиями в северной части провинции Суйюань, атакуя Кавалерийскую группу Гарнизонной армии Внутренней Монголии в Баотоу и Хух-Хото. Основным силам — 35-му корпусу — поручалась атака Баотоу. 6-й кавалерийский корпус и Передовой отряд должны были перерезать идущую к Баотоу железную дорогу, чтобы не дать 26-й дивизии прийти из Датуна на помощь Баотоу, в то время как 81-й корпусу и партизанским частям поручалось уничтожение изолированных японских гарнизонов.
Шаньдун-Цзянсуский военный район должен был не дать японцам возможности перебрасывать войска между Северным и Центральным Китаем по железной дороге Тяньцзинь — Пукоу. В шаньдунской части района 51-й корпус должен был атаковать Тайань, 57-й корпус — Тэнчжоу (обороняемые 32-й дивизией); в цзянсуской части района войска 89-го корпуса должны были атаковать Чучжоу, удерживаемый 12-й отдельной смешанной бригадой.

### Ход боевых действий
Подготовка к наступлению была завершена 26 ноября 1939 года. Вспомогательные атаки должны были состояться в конце ноября, основные — в начале декабря.

#### 2-й военный район
Ещё до начала китайского наступления японцы 3 декабря атаковали силы 2-го военного района НРА у железной дороги Тунпу в уездах Сясянь и Вэньси в районе Юньчэна. На отражение японских атак ушло 9 дней; зачистка региона от японских опорных пунктов продолжалась до 20 декабря.
Генеральное наступление 2-го военного района НРА началось 10 декабря 1939 года. Китайскими войсками были окружены японские укреплённые пункты в горном проходе Хэнлингуань в уезде Цзянсянь. Объединённые силы 4-й и 5-й армейских групп атаковали японские позиции в Сясянь. К концу декабря юго-восточная часть уезда Вэньси была очищена от японских войск. В ответ японская 37-я дивизия контратаковала из Юньчэна и Сясяни. В начале января части китайского 98-го корпуса и 7 дивизии контратаковали контратакующих японцев, и положение стало ничейным.
К северо-востоку от зоны боевых действий 4-й и 5-й армейских групп 14-я группа армий атаковала Ичэн и Цзянсянь. 15 декабря японцы контратаковали при поддержке авиации. 18 декабря китайские войска взяли Лунхуа и преследовали отступающие японские части до Ичэна.
Тем временем в восточной части провинции Шаньси 40-й и 27-й корпуса 13 декабря начали атаку частей японской 36-й дивизии в уездах Чжанцзы и Чанчжи. 27-й корпус успешно выполнил окружение городов Чанчжи и Тунлю. 1 января 1940 года японцы при поддержке артиллерии и авиации организовали мощный деблокирующий удар из Чанчжи на юго-запад; бои с неопределённым результатом привели к тяжёлым потерям с обеих сторон. 3 января части 40-го корпуса перешли в контратаку, и зажатые с двух сторон японцы были вынуждены отступить обратно в Чанчжи. В конце января китайские части взяли Личэн и Лучэн в окрестностях Чанчжи, и перерезали горный проход Дунъянгуань к востоку от Лучэна.

#### 1-й военный район
1 декабря войска 3-й группы армия и партизанские соединения перерезали железную дорогу Лунхай к востоку и западу от Ланькао, а также дороги в уездах Тунсюй, Хуайян и Луи. 15 декабря 81-я дивизия взяла железнодорожную станцию Лован, а на следующий день вошла в Кайфэн.
Тем временем на юго-востоке 2-й кавалерийский корпус окружил Шанцю и атаковал его с востока, уничтожив аэродром. Силы внешнего кольца окружения уничтожили японские деблокирующие силы, двигавшиеся с востока по железной дороге Лунхай.
Севернее Хуанхэ атаковала 36-я группа армий. Её новый 5-й корпус 6 декабря атаковал позиции японской 1-й отдельной смешанной бригады к югу и северу от Аньяна, уничтожив железнодорожные мосты. к 13 декабря 47-й корпус завершил очистку от японских войск гор Тайханшань.

#### 8-й военный район
Несмотря на то, что ему достался наименьший участок, 8-й военный район НРА показал наилучшие результаты в ходе кампании.
Во время вспомогательной атаки 18 декабря 1939 года 6-й кавалерийский корпус и Передовой отряд перерезали железную дорогу в окрестностях Хух-Хото, а 81-й корпус занялся уничтожением отдельно расположенных японских гарнизонов. 19 декабря основные силы 35-го корпуса атаковали Баотоу, и 20 декабря, захватив штаб-квартиру японской Кавалерийской группы, завязали уличные бои. К 22 декабря японские части были зажаты в юго-западной части города.
Японское командование предприняло усилия для спасения окружённой Кавалерийской группы. Из Бэйпина в Баотоу было послано 2 тысячи солдат с 10 орудиями и 8 танками. 24 декабря были посланы дополнительные подкрепления, вынудившие китайские войска перейти к обороне.
К 28 января 1940 года японцы сосредоточили в Баотоу силы, достаточный для перехода в наступление, и атаковали в западном направлении, 3 февраля взяв Уюань (поэтому в японской историографии Японо-китайской войны эти события названы «Первой битвой за Уюань»), а 4 февраля — Линьхэ. Командование 8 района не смирилось с этой потерей, и в начале апреля контратаковало японцев, вернув Уюянь и вынудив японцев отступить к Баотоу (в японской историографии эти события названы «Второй битвой за Уюань»).

#### Хэбэй-Чахарский и Шаньдун-Цзянсуский военный районы
Действовавшие в японском тылу Хэбэй-Чахарский и Шаньдун-Цзянсуский военные районы перерезали железнодорожные линии, не дав японцам маневрировать войсками между Северным и Центральным Китаем. В ответ в начале февраля японцы провели Шаньдунскую операцию: 21-я, 32-я дивизии и 5-я отдельная смешанная бригада провели «зачистку» Шаньдунского полуострова, а морская пехота 18 февраля высадилась на его оконечности. По японским данным, к 21 февраля китайская сторона потеряла в Шаньдуне порядка 20 тысяч человек.

### Итоги наступления в Северном Китае
Хотя 40-й и 27-й корпуса и выполнили свою задачу по сковыванию японских войск в уездах Чжанцзы и Чанчжи, однако в целом наступление 2-го района в юго-западной части провинции Шаньси провалилось: китайские войска не смогли ни захватить крупные города, ни перерезать железную дорогу Тунпу (кроме участка между Вэньси и Аньи). В конце операции командование 2-го района заявило, что его войсками было убито и ранено 13 770 японских солдат и офицеров. 1-й район заявил об уничтожении 5130 японских солдат и офицеров; в целом он выполнил задачу по сковыванию японских войск в своей зоне ответственности. 8-й район сумел в итоге отбросить японские войска к Баотоу. Партизанские силы в японском тылу наносили требуемые от них удары, но без решающего успеха; японская контратака на Шаньдунском полуострове нанесла им чувствительные потери.

## Центральный Китай

### План наступления в Центральном Китае
Объектом наступления в Центральном Китае должна была стать 11-я японская армия. Силы 5-го и 9-го военных районов НРА должны были организовать концентрированную атаку, силы 6-го и 3-го районов — поддержать их; кроме того, 3-й район вместе с Шаньдун-Цзянсуским районом должны были изолировать 11-ю армию от возможности получения помощи со стороны находящейся ниже по течению Янцзы 13-й армии.
Силы 3-го военного района НРА должны были атаковать позиции 116-й дивизии на южном берегу Янцзы между Уху и Хукоу, при этом основные силы должны были с помощью мин и артиллерии прервать сообщение по Янцзы, дабы не дать японской 13-й армии прийти на помощь 11-й. Тем временем Шаньдун-Цзянсуский военный район, действуя вдоль железной дороги Тяньцзинь — Пукоу, должен был поддержать её усилия операциями на северном берегу Янцзы.
Силы, действовавшие к югу от Янцзы, были разделены на три группы:
- Правофланговая армия должна была атаковать врага в районе Тунгуаньшань — Тунлин, и в итоге взять Тунлин. Часть войск должна была быть послана к Уху, чтобы связать японскую 15-ю дивизию.
- Центральная армия должна была атаковать опорные пункты врага в зоне своей ответственности, чтобы обеспечить безопасность вверенного ей района.
- Левофланговая армия должна была выйти к берегам Янцзы между Дунлю и Сянкоу, а также между Хукоу и Пэнцзэ, и прервать вражеское сообщение по реке.

10-й группе армий поручалось атаковать Ханчжоу, Фуян и Линьпин, чтобы сковать силы 22-й дивизии в этом районе, в то время как 32-я группа армий должна была угрожать Наньчану с востока, помогая наступлению 9-го военного района.
Силы 9-го военного района НРА при поддержке сил 3-го и 6-го районов должны были атаковать 6-ю, 33-ю, 34-ю и 40-ю японские дивизии, а также 14-ю и 18-ю отдельные смешанные бригады. Эти части японской 11-й армии располагались к югу от Янцзы вдоль железной дороги Гуанчжоу — Ханькоу в Пуци и Сяньнине. Далее 9-й район должен был атаковать Учан и Наньчан, и изолировать японскую 6-ю дивизию в Юэяне.
- 15-й группе армий при поддержке 53-го корпуса 3-го военного района поручалось железную дорогу Гуанчжоу — Ханкоу и изолировать 6-ю дивизию в Юэяне.
- 27-й группе армий поручалось атаковать железную дорогу Гуанчжоу — Ханкоу в Пуци и Сяньнине, и продвигаться на Учан.
- 30-й группе армий поручалось атаковать на север между двумя линиями железных дорог, поддержать наступление 27-й группы армий на Учан, продвигаться на Цзюцзян и Синьган.
- 19-й группе армий поручалось при поддержке 32-й группы армий 3-го военного района атаковать Наньчан.

Силы 5-го военного района НРА должны были сковать силы 3-й, 13-й и 39-й дивизий, а также 14-й отдельной смешанной бригады японской 11-й армии севернее Янцзы между Синьяном и Уханем на железной дороге Пекин-Ханькоу, а также перерезать дороги Ханькоу — Ичан и Сянфань — Хуаюань. Для выполнения этих задач силы 5-го района были разделены на четыре армии:
- Армия, действующая к северу от Реки должна была отправить одно подразделение через реку к востоку от Шаяна, чтобы атаковать Тяньмэнь и Цзаоши, в то время как основные силы атакуют противника вдоль дороги Ханькоу — Ичан.
- Правофланговая армия должна была отправить силы через реку к югу от Чжунсяна, чтобы атаковать противника к западу от Синьши, а основными силами пересечь реку к северу от Чжунсяна и атаковать противника вдоль дороги Синьши-Чжунсян. После захвата основных опорных пунктов и перерезания коммуникаций армия должна была действовать вдоль линии Синьши — Сунхэ — Пинба в готовности к последующим операциям.
- Левофланговая армия (или Армия, действующая к востоку от Реки) должна была частью сил атаковать от Пинлиня на Мапин и Сихэ, продвинуться до дороги Аньлу — Иншань и перерезать пути сообщения в тылу противника. Её основные силы должны были атаковать Суйчжоу и Гуаньмяо.
- Армия, действующая в южной части провинции Хэнань должна была выделить силы для атаки противника севернее Иншаня, и отправить крупные силы для перерезания линий снабжения противника в районе Гуаншуй — Синьян. Основными силами она должна была захватить Синьян.
- Партизанские силы восточной части провинции Хубэй должны были помогать основным силам, действуя вдоль линии Гуаншуй — Синьян.

### Ход боевых действий

#### 3-й военный район
Наступление 3-го военного района началось 16 декабря, и поначалу развивалось успешно. Однако из-за плохой координации действий между Правофланговой и Центральной армиями 16-я дивизия и 10-я резервная дивизия Центральной армии понесли тяжёлые потери, 20 декабря были заменены 40-й и 67-й дивизиями. 23 декабря японцы ввели в бой авиацию и резервы, в результате, несмотря на интенсивные бои, китайские войска не смогли продвинуться дальше. 28 декабря китайцы произвели перегруппировку: в то время как основные силы удерживали захваченные позиции, специальные колонны выдвинулись к Янцзы для пресечения с помощью мин и артиллерии движения судов по реке.
На юге 10-я группа армий в ночь на 13 декабря взяла Ханчжоу, Фуян и Линьпин. Японцы перебросили подкрепления на этот участок, и весь январь там шли тяжёлые бои.

#### 9-й военный район
9-й военный район начал наступать 12 декабря, перерезая японские линии снабжения, разрушая железные дороги и прерывая проводную связь. Японцы стали высылать отряды для восстановления связи и сообщения, и между этими отрядами и китайскими войсками развернулись бои.

#### 5-й военный район
Наступление 5-го военного района началось 12 декабря. Вскоре китайские войска форсировали реку Ханьшуй и окружили японские укреплённые пункты на её восточном берегу. Японцы в ответ перебросили на угрожаемый участок подкрепления, и к концу декабря оттеснили китайцев обратно за Ханьшуй.
Армия, действующая в южной части провинции Хэнань, также начала действовать 12 декабря, но ей сопутствовал больший успех, и поэтому ей на помощь были переброшены войска из северной части провинции Хубэй. 7 января китайские войска окончательно заняли гору Хуашань.

### Итоги наступления в Центральном Китае
3-й военный район не смог взять крупных городов на Янцзы, однако сковал японские силы в зоне своей ответственности и нарушил речное судоходство; силы японской 13-й армии не перебрасывались на помощь располагавшейся выше по реке 11-й армии.
Силы 9-го военного района атаковали японские войска, но без особого успеха. Запланированные наступления 27-й армии на Учан и 30-й армии на Цзючан не состоялись.
Силы 5-го военного района не смогли осуществить своих амбициозных планов.

## Южный Китай
Силам 4-го военного района НРА поручалось частью сил взять Шаньтоу и Чаочжоу, в то время как основные силы сковывали японцев вдоль железной дороги Цзюлун — Гуанчжоу, не давая перебрасывать подкреплений из провинции Гуандун для участия в происходивших в это время сражениях в южной части провинции Гуанси. В Гуанси нужно было отбросить от Наньнина остатки японских 5-й дивизии и Тайваньской смешанной бригады, разбитых в сражении за Куньлуньское ущелье.
Когда стало очевидно, что китайцы начали крупное наступление, японцы прекратили запланированный отвод в Японию 106-й дивизии из Центрального Китая, и 29 декабря перебросили её на юг на помощь 21-й армии. 2 января китайские войска взяли Лунсянь, 4-го — Гуаньду, 5-го — Цинтан. 3 января 2-й вспомогательный корпус начал осаду Индэ, и 5 января взял город. 10-января был взят Цинчэн, 11-го — Пацзянкоу, 12-го — Юаньтань, 16-го — Иньчжаньао.
Благодаря сокращению линии фронта и подкреплениям, полученным из Центрального Китая, японцы смогли деблокировать силы в южной части провинции Гуанси.